# سيمون فولر
سيمون فولر (بالإنجليزية: Simon Fuller)‏ (مواليد 17 مايو 1960) هو رجل أعمال إنجليزي ومدير فني ومنتج سينمائي وتلفزيوني. اشتهر بكونه مبتكر لفكرة امتياز برنامج المواهب آيدول، الذي شوهد لأول مرة في المملكة المتحدة تحت اسم بوب آيدول، وكذا أمريكان آيدول في الولايات المتحدة كما أنه كان المنتج التنفيذي لبعض المسلسلات والأفلام الشهيرة مثل برنامج إذا تعتقد أنك تستطيع الرقص وفيلم سبايس ورلد وأغنية جيلي غيرها.

## روابط خارجية
- سيمون فولر على موقع IMDb (الإنجليزية)
- سيمون فولر على موقع الموسوعة البريطانية (الإنجليزية)
- سيمون فولر على موقع ميوزك برينز (الإنجليزية)
- سيمون فولر على موقع إن إن دي بي (الإنجليزية)
- سيمون فولر على موقع أول ميوزيك (الإنجليزية)
- سيمون فولر على موقع ديسكوغز (الإنجليزية)
- سيمون فولر على موقع قاعدة بيانات الفيلم (الإنجليزية)